# Melih Cevdet Anday
Melih Cevdet Anday (Istambul, 13 de março de 1915 – Istambul, 28 de novembro de 2002), foi um escritor turco cuja única poesia está fora dos tradicionais movimentos literários. Ele escreveu também em muitos outros géneros que, ao longo de seis décadas e meia, incluiu onze colecções de poemas, oito peças de teatro, oito romances, quinze colecções de ensaios, alguns dos quais ganhou os principais prémios literários. Ele também traduziu vários livros de diversos idiomas para o turco.

## Biografia
Melih Cevdet Anday nasceu em Istambul, em 1915, e viveu lá até seus pais se mudarem para Ankara, em 1931. Formou-se em Escola Secundária de Gazi, e por algum tempo, começou a estudar sociologia na Bélgica através de uma de bolsa de estudos, mas teve de voltar para casa, em 1940, após a invasão alemã. Entre 1942-51 trabalhou como uma consultor de publicações para o Ministério da Educação, em Ancara, e, em seguida, como um bibliotecário. Durante este tempo, ele começou a sua carreira como jornalista em vários jornais. Depois de 1954, ele trabalhou como professor no Conservatório Municipal de Istambul. Entre 1964 e 1969, Anday serviu no Conselho de Administração da Rádio-Televisão Turca. Depois de se aposentar a partir de sua posição no Conservatório, em 1977, Anday foi destacado para a sede da UNESCO em Paris, como Adido Cultural, até ser chamado de volta para o seu país depois de uma mudança de Governo.

## Carreira literária
Como um poeta, Anday foi um dos líderes do movimento Garip, que também contou com Orhan Veli e Oktay Rifat. De acordo com o prefácio do conjunto da colecção, publicado em 1941, a poesia deve abandonar o formalismo e a retórica do estilo clássico de séculos anteriores, tornando-se simples, coloquial, e matéria de facto—uma ingénua arte projectada para servir as pessoas comuns.
No entanto, presente ali mesmo na altura, foi a desconfortável confirmação do surrealismo francês, e Anday, eventualmente, alterou o seu estilo para um estilo de neo-surrealismo mais "cerebral", à medida que cautelosamente navegou para longe do panorama político do seu país. Isto culminou naquilo que foi considerado, na época, como sua obra-prima, o longo poema de quatro secções "Ulysses Ligado" (Kollari Bagli Ulisses) de 1963. Neste poema, ele implanta uma retórica original de sua própria concepção:
Um lento mundo, em andamento, sem memória
Visível somente para o olho antes de existir um olho
Onde seres sem nome foram avançando entre outros seres
As árvores cresceram antes de sequer serem árvores
E uma estrela no templo das nuvens
Abriu a límpido céu
Para a aurora sangrenta das épocas antes que houvesse razão.
Outros poemas seccionados seguiram-se, incluindo "No Mar Nómada" (Göçebe Denizin Üstünde, 1970) e "Um poema na forma de Karacaoglan" (Karacaoğlan ın Bir Şiiri Üzerine Çeşitlemeler'de).

## Obras
Poésia
- Garip (Odd, 1941)
- Rahatı Kaçan Ağaç (1946)
- Telgrafhane (1952)
- Yan Yana (1956)
- Kolları bağlı Odysseus (1963)
- Göçebe Denizin Üstünde (1970)
- Teknenin Ölümü (1975)
- Sözcükler (1978)

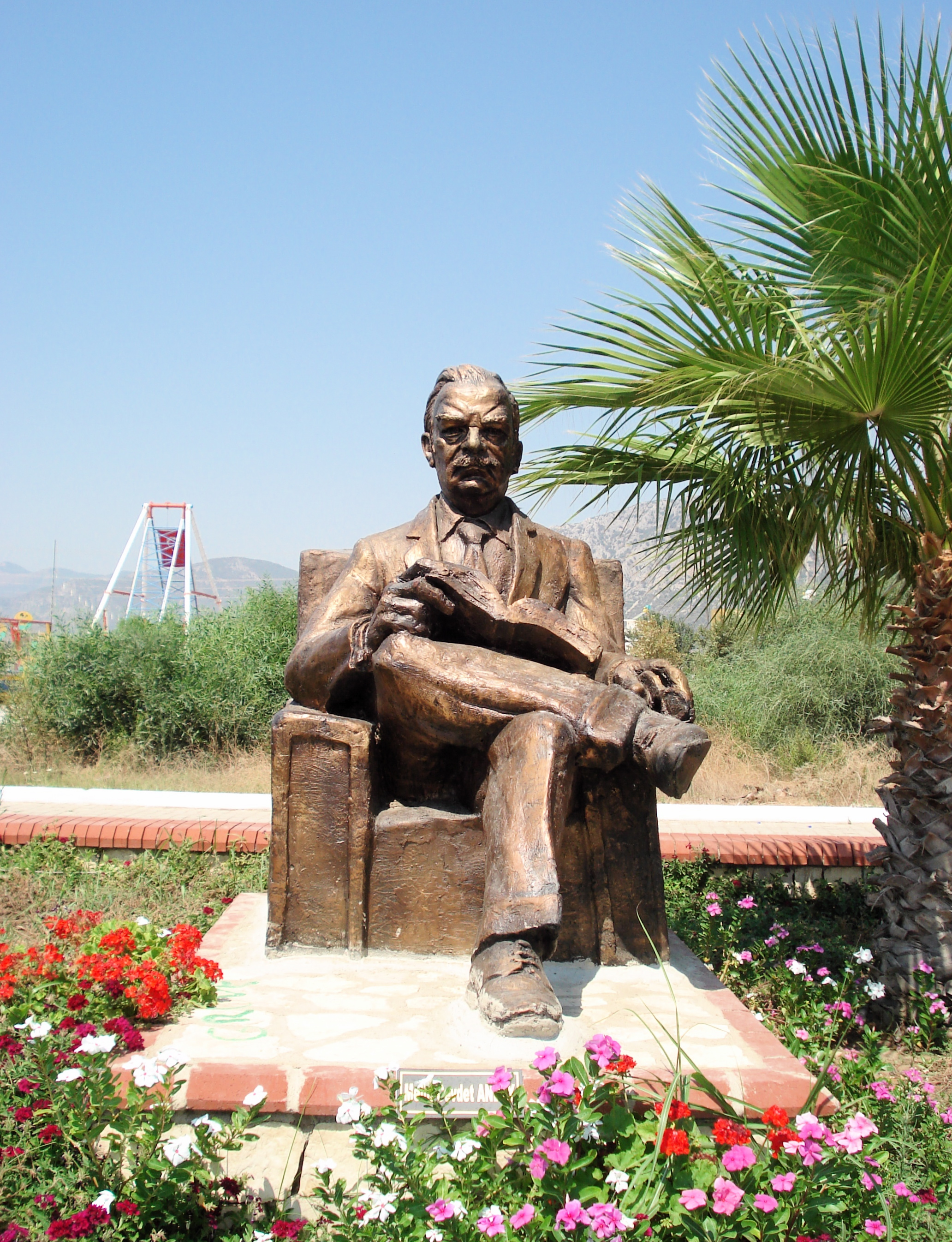
Estátua de Metin Yurdanur, no Parque Melih Cevdet Anday, em Ören

- Ölümsüzlük Ardında Gılgamış (1981)
- Güneşte (1989)
- Yağmurun Altında (1995)
- Seçme Siirler (1997).

Romances
- Aylaklar (1965)
- Gizli Emir (1970)
- İsa'nın Güncesi (1974)
- Raziye (1975)
- Yagmurlu Sokak (1991),
- Meryem Gibi (1991)
- Birbirimizi Anlayamayiz (1992).

Representação
- İçerdekiler (1965)
- Mikado'nun Çöpleri (1967)
- Dört Oyun (1972)
- Ölümsüzler (1981)

Ensaios
- Doğu-Batı (1961)
- Konuşarak (1964)
- Gelişen Komedya (1965)
- Yeni Tanrılar (1974)
- Sosyalist Bir Dünya (1975)
- Dilimiz Üstüne Konuşmalar (1975)
- Maddecilik ve Ülkücülük (1977)
- Yasak (1978)
- Paris Yazıları (1982)
- Açikliga Dogru (1984)
- Sevismenin Güdüklügü ve Yüceligi (1990)
- Yiten Söz (1992)
- Aldanma ki (1992)
- Imge Ormanlari (1994)
- Gelecegi Yasamak (1994)

Memórias
- Sovyet Rusya, Azerbaycan, Özbekistan, Bulgaristan, Macaristan (1965)

## As traduções para as línguas Europeias
As obras de Anday foram traduzidas para o russo, alemão, húngaro, romeno, francês e inglês. Estas traduções incluem o romance Aylaklar em búlgaro (Sofia 1966) e seleções para o francês: Ulysse Bras Adidos et autres poemas, (Poésie-Clube UNESCO, Paris, 1970) e Offrandes 1946-1989 (Edições UNESCO, 1998). Nos Estados Unidos, as seleções de poesia incluem No Nomad Mar, (Geronimo Books, New York, 1974); Chuva Um Passo de Distância, (Cocheiro Press, Washington, DC, 1980); Pedras silênciosas: Poemas Selecionados de Melih Cevdet Anday (Northfield: Talisman House, 2017). O último deles, traduzido pelos poetas Sidney Wade e Efe Murad, foi vencedor do Prémio Meral Divitci em 2015.